# Équipe du Venezuela féminine de volley-ball
L'équipe du Venezuela féminine de volley-ball est composée des meilleures joueuses vénézuéliennes sélectionnées par la Fédération vénézuélienne de volley-ball (Federación Venezolana de Voleibol, FVVB). Elle est actuellement classée au 54e rang de la Fédération internationale de volley-ball au 11 juillet 2022.

## Sélection actuelle
Sélection pour les Qualifications aux championnats du Monde de 2010.
Entraîneur :  Tomas Fernandez ; entraîneur-adjoint :  Juan Hernandez

## Palmarès et parcours

### Palmarès
- Championnat d'Amérique du Sud
  - Troisième : 1985, 1987, 1993,2001,2007
- Jeux d'Amérique centrale et des Caraïbes
  - Finaliste : 1959, 1970, 2002
  - Troisième : 1966, 1986, 1990, 1993, 1998

### Parcours

#### Jeux Olympiques
| - 1964 : non participante - 1968 : non participante - 1972 : non qualifiée - 1976 : non qualifiée - 1980 : non qualifiée - 1984 : non qualifiée - 1988 : non qualifiée - 1992 : non qualifiée - 1996 : non qualifiée - 2000 : non qualifiée | - 2004 : non qualifiée - 2008 : 11e - 2012 : non qualifiée - 2016: non qualifiée - 2020: non qualifiée |

#### Championnat d'Amérique du Sud
| - 1951 : non participante - 1956 : non participante - 1958 : non participante - 1961 : non participante - 1962 : non participante - 1964 : non participante - 1967 : non participante - 1969 : 4e - 1971 : non participante - 1973 : 5e | - 1975 : non participante - 1977 : 7e - 1979 : 6e - 1981 : non participante - 1983 : 4e - 1985 : 3e - 1987 : 3e - 1989 : 4e - 1991 : 5e - 1993 : 3e | - 1995 : 4e - 1997 : 4e - 1999 : 4e - 2001 : 3e - 2003 : non qualifiée - 2005 : 4e - 2007 : 3e - 2009 : 6e |

#### Jeux Panaméricains
| - 1955 : Non qualifié - 1959 : Non qualifié - 1963 : Non qualifié - 1967 : Non qualifié - 1971 : Non qualifié - 1975 : Non qualifié - 1979 : Non qualifié - 1983 : 7e - 1987 : Non qualifié - 1991 : Non qualifié | - 1995 : Non qualifié - 1999 : Non qualifié - 2003 : 5e - 2007 : Non qualifié |

#### Coupe panaméricaine
| - 2002 : Non qualifié - 2003 : 5e - 2004 : Non qualifié - 2005 : 8e - 2006 : 8e - 2007 : Non qualifié - 2008 : 6e - 2009 : Non qualifié - 2010 : Non qualifié |

#### Jeux d'Amérique centrale et des Caraïbes
| - 1938 : ? - 1946 : ? - 1959 : Finaliste - 1962 : ? - 1966 : 3e - 1970 : Finaliste - 1974 : ? - 1978 : ? - 1982 : ? - 1986 : 3e | - 1990 : 3e - 1993 : 3e - 1998 : 3e - 2002 : Finaliste - 2006 : 5e - 2010 : Non qualifié |